# أكسل ليونارد ميلاندر
أكسل ليونارد ميلاندر (بالإنجليزية: Axel Leonard Melander)‏ هو عالم حشرات أمريكي، ولد في 3 يونيو 1878، وتوفي في 14 أغسطس 1962.